# Chiesa di Kőbánya
La chiesa di Kőbánya, o chiesa di San Ladislao (in ungherese: Szent László-templom), è una chiesa situata a Budapest, nella parte orientale della città.
La chiesa, situata nel quartiere industriale di Kőbánya e dedicata al re e santo Ladislao I d'Ungheria, fu progettata nel 1890 da Ödön Lechner, che scelse come materiale per il rivestimento di parte dei muri esterni le splendenti ceramiche prodotte nella fabbrica di Zsolnay, nella città di Pécs. La chiesa mescola motivi e colori tipici dell'arte ungherese con elementi neogotici.
All'interno, l'altare e il pulpito in legno, risalenti agl'inizi del XX secolo, sono notevoli esempi dell'arte dell'intaglio. La maggior parte delle vetrate colorate, opera di Miksa Roth, è uscita intatta dai bombardamenti della seconda guerra mondiale.